# 訃報 2005年11月
訃報 2005年11月（ふほう 2005ねん11がつ）では、2005年（平成17年）11月中に物故した、又は物故が報じられた人物についてまとめる。

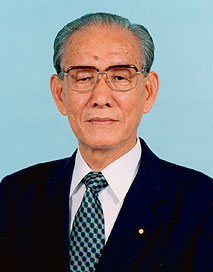
虎島和夫／11月1日没

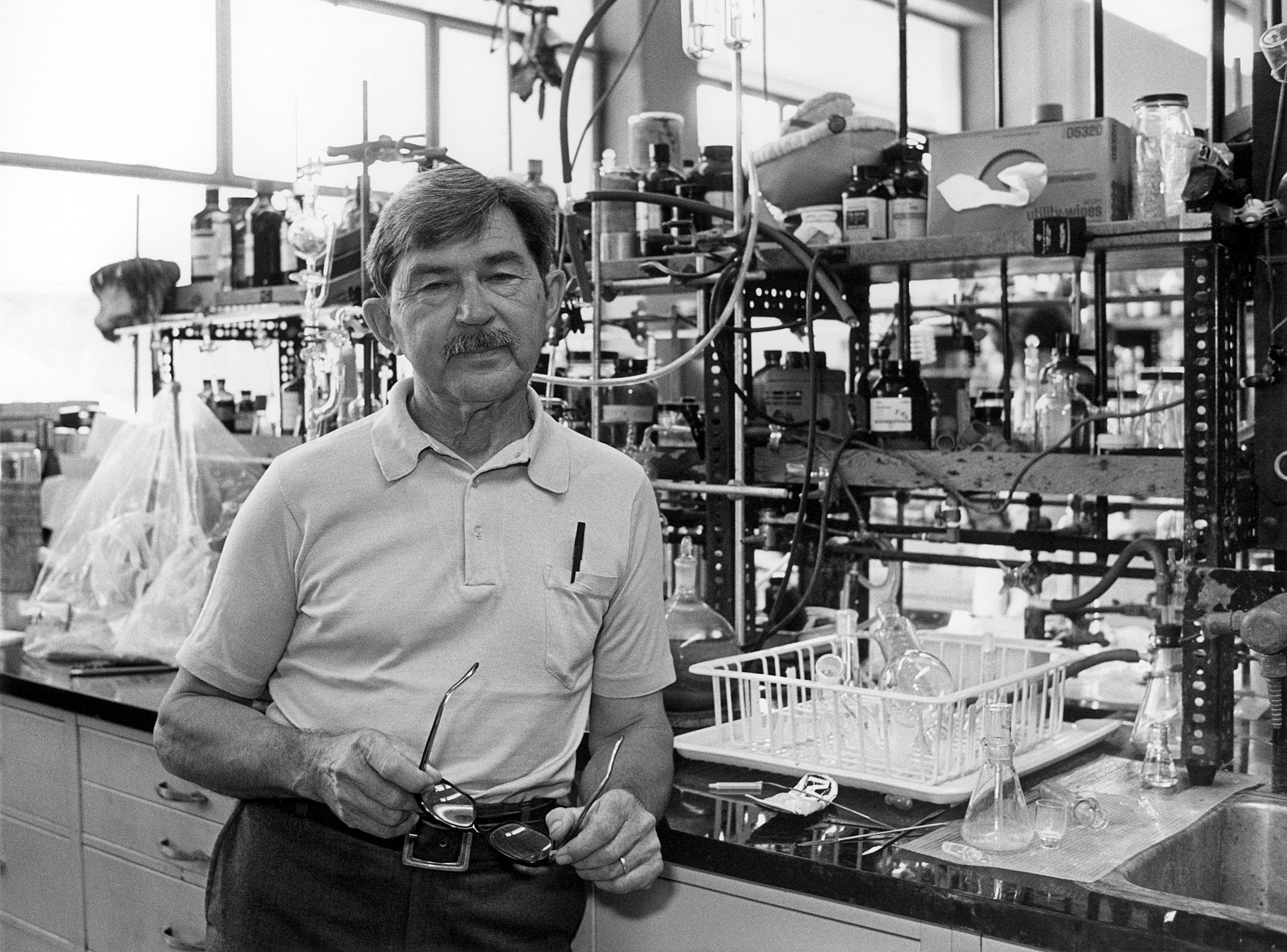
ヘンリー・タウベ／11月16日没

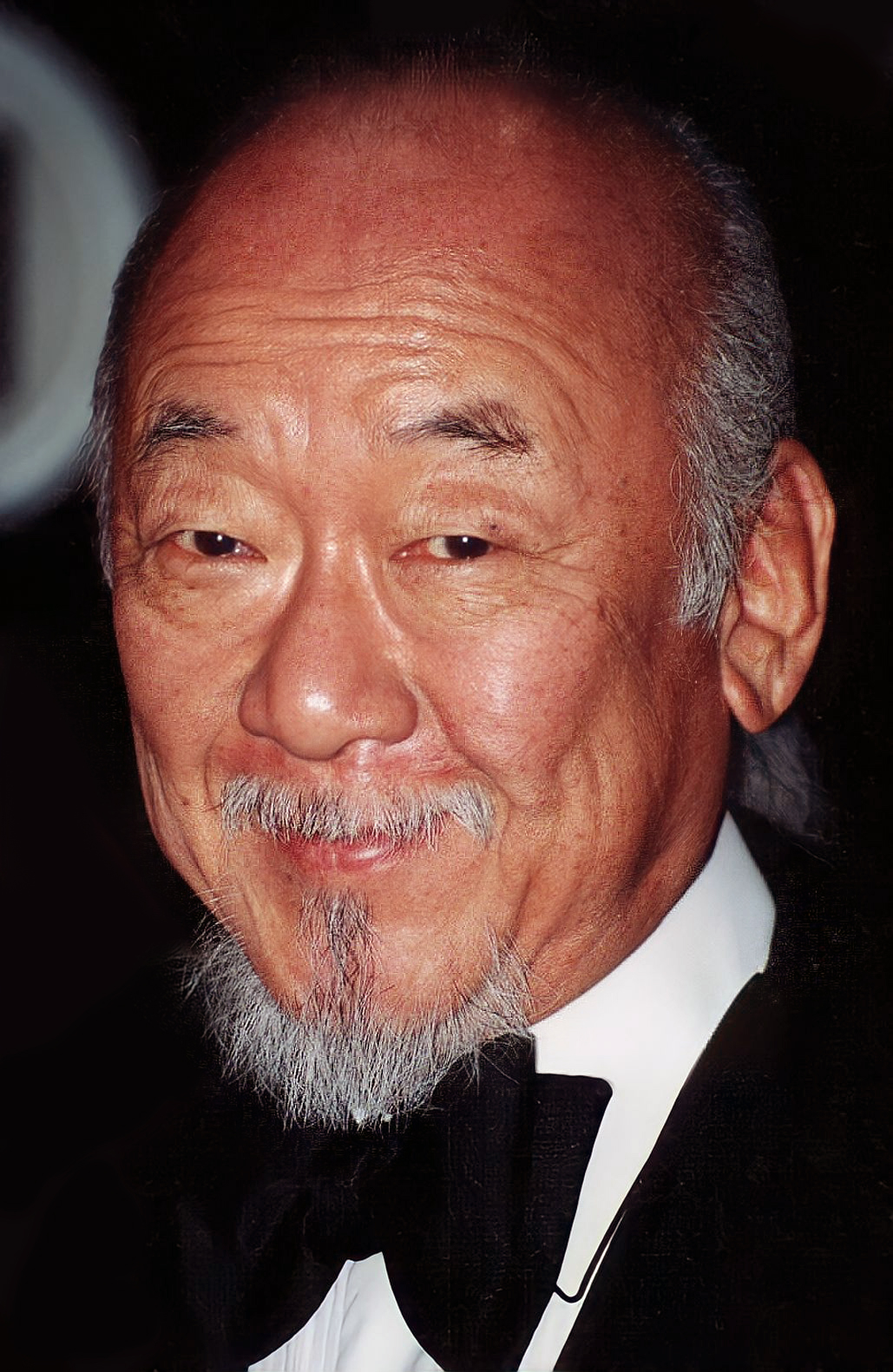
パット・モリタ／11月24日没

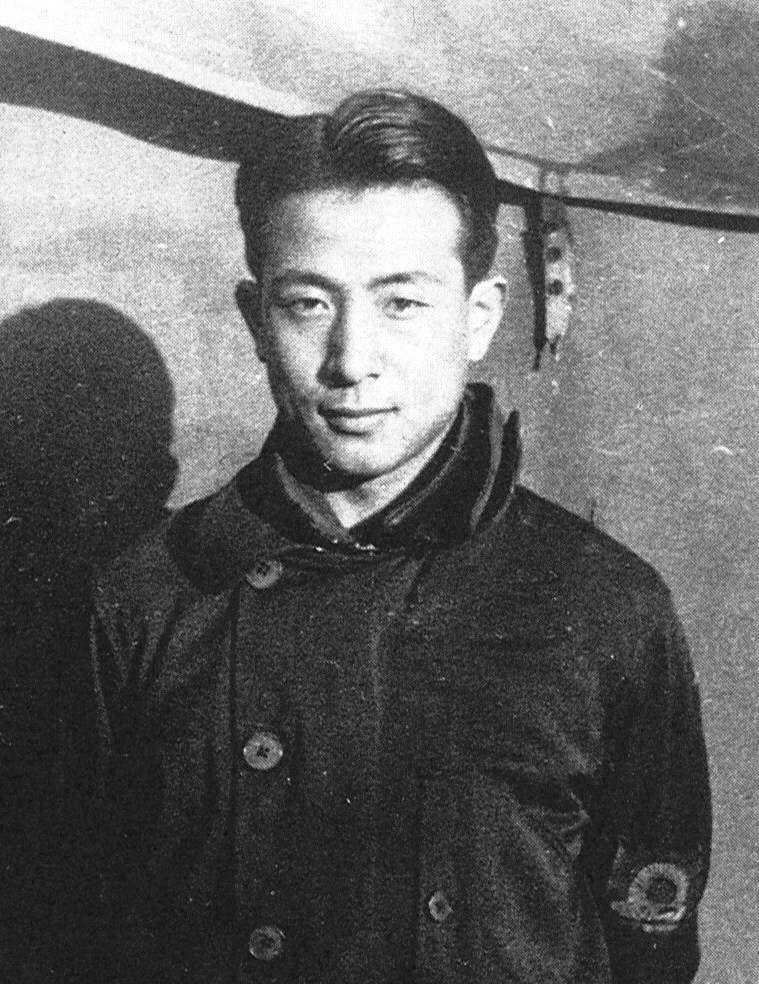
志賀淑雄／11月25日没

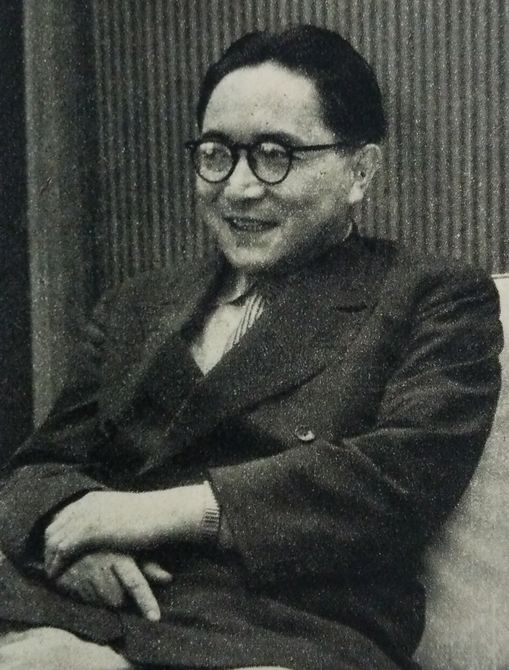
宮城音弥／11月26日没

## （1日 - 15日）
- 11月1日 - 虎島和夫、元防衛庁長官・自由民主党衆議院議員（* 1928年）
- 11月3日 - 島田秀夫、第7代日本サッカー協会会長、三菱重工業株式会社取締役副社長（* 1915年）
- 11月3日 - 大原一三、元農林水産大臣・自由民主党衆議院議員（* 1924年）
- 11月4日 - 高橋ひろ、シンガーソングライター、元チューリップ（* 1964年）
- 11月5日 - 笹間良彦、歴史家・武具研究家（* 1916年）
- 11月6日 - 小林米作、カメラマン ・映画プロデューサー（* 1905年）
- 11月6日 - ロッド・ドナルド、政治家、緑の党共同代表（* 1957年）
- 11月6日 - 本田美奈子.、歌手・女優（* 1967年）
- 11月7日 - マキノ正美、俳優・実業家（* 1911年）
- 11月7日 - 今津光男、元プロ野球選手、コーチ、野球解説者（* 1938年）
- 11月7日 - 長谷川信彦、元卓球世界チャンピオン（* 1947年）
- 11月8日 - 安部浩平、元中部電力会長・中部経済連合会会長（* 1924年）
- 11月8日 - 桂吉朝、落語家（* 1954年）
- 11月9日 - 岩持静麻、政治家（* 1919年）
- 11月9日 - 小野光洪、政治家・実業家（* 1920年）
- 11月9日 - コチェリル・ラーマン・ナラヤナン、前インド大統領（* 1921年）
- 11月9日 - 湯浅泰雄、哲学者（* 1925年）
- 11月9日 - 佐藤庄平、将棋棋士（* 1933年）
- 11月11日 - ピーター・ドラッカー、経営学者（* 1909年）
- 11月11日 - 世古真臣、経営者（* 1926年）
- 11月12日 - 森正洋、 生涯で110以上のグッドデザイン賞を受賞した陶磁器デザイナー（* 1927年）
- 11月13日 - 松本正、工学者（* 1915年）
- 11月13日 - ショパン猪狩、コメディアン（* 1929年）
- 11月13日 - エディ・ゲレロ、プロレスラー（* 1967年）
- 11月14日 - タカーチュ・イェネー、作曲家（* 1902年）
- 11月14日 - 酒井琢朗、人類学者（* 1917年）
- 11月14日 - 小山昭晴、元プロ野球選手（* 1960年）

## （16日 - 30日）
- 11月16日 - ヘンリー・タウベ 、化学者、ノーベル化学賞受賞者（* 1915年）
- 11月16日 - 倉田地三、俳優（* 1917年）
- 11月16日 - 常見昇、プロ野球選手（* 1928年）
- 11月18日 - 渡辺公平、牧師・神学者（* 1910年）
- 11月18日 - ハロルド・ストーン、俳優（* 1913年）
- 11月19日 - 中山素平、日本興業銀行（現・みずほフィナンシャルグループ）元頭取（* 1906年）
- 11月19日 - 古我信生、カーレーサー（* 1925年）
- 11月19日 - 東野芳明、美術評論家、多摩美術大学名誉教授（* 1930年）
- 11月20日 - 村上三島、書家（* 1912年）
- 11月20日 - ジェームズ・キング、テノール歌手（* 1925年）
- 11月21日 - 宮城数江、箏曲家（* 1912年）
- 11月21日 - 芹沢常行、警察官（* 1915年）
- 11月21日 - 高村倉太郎、映画監督（* 1921年）
- 11月21日 - 山下毅雄、作曲家（* 1930年）
- 11月22日 - 本山英世、実業家（* 1925年）
- 11月22日 - 津室隆夫、元大林組社長（* 1929年）
- 11月23日 - かたおかしろう、劇作家（* 1928年）
- 11月23日 - 徳川義宣、尾張徳川家21代当主、徳川美術館館長（* 1933年）
- 11月24日 - 御子柴博見、地方公務員・元東京都副知事（* 1907年）
- 11月24日 - 藤野博、口腔外科医（* 1910年）
- 11月24日 - パット・モリタ、日系人俳優（* 1932年）
- 11月25日 - 志賀淑雄、海軍軍人（* 1914年）
- 11月25日 - ジョージ・ベスト、元サッカー選手（* 1946年）
- 11月25日 - リチャード・バーンズ、ラリードライバー（* 1971年）
- 11月26日 - 宮城音弥、東京工業大学名誉教授、心理学者、「日本人の性格」著者（* 1908年）
- 11月26日 - フランツ・シェーンフーバー、政治家（* 1923年）
- 11月26日 - 鈴木尚之、脚本家（* 1929年）
- 11月26日 - 有澤孝紀、作曲家（* 1951年）
- 11月27日 - 脇田和、洋画家（* 1908年）
- 11月27日 - 岩村昇、元神戸大学医学部教授、マグサイサイ賞受賞者（* 1927年）
- 11月29日 - 辻英雄、元自由民主党衆議院議員（* 1919年）
- 11月29日 - ウェンディ・ジョー・スパーバー、女優（* 1958年）
- 11月29日 - ダヴィド・ディ・トマソ、サッカー選手（* 1979年）